# Templo de Diana (Nemi)

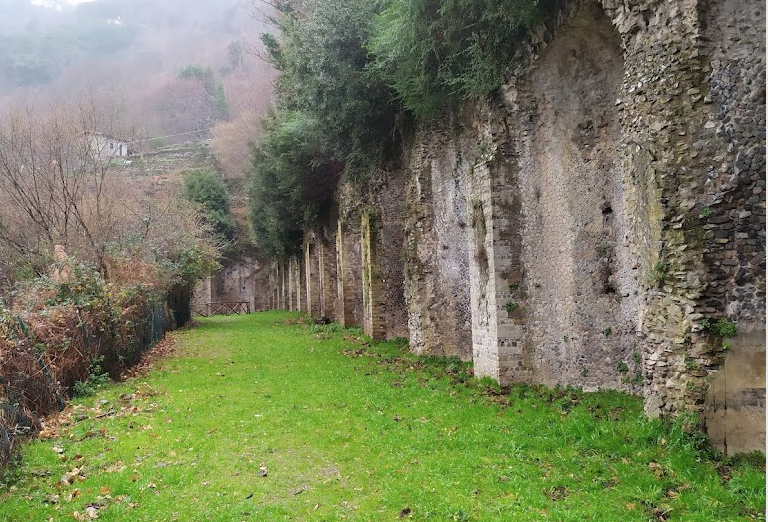
Muro do terraço do templo

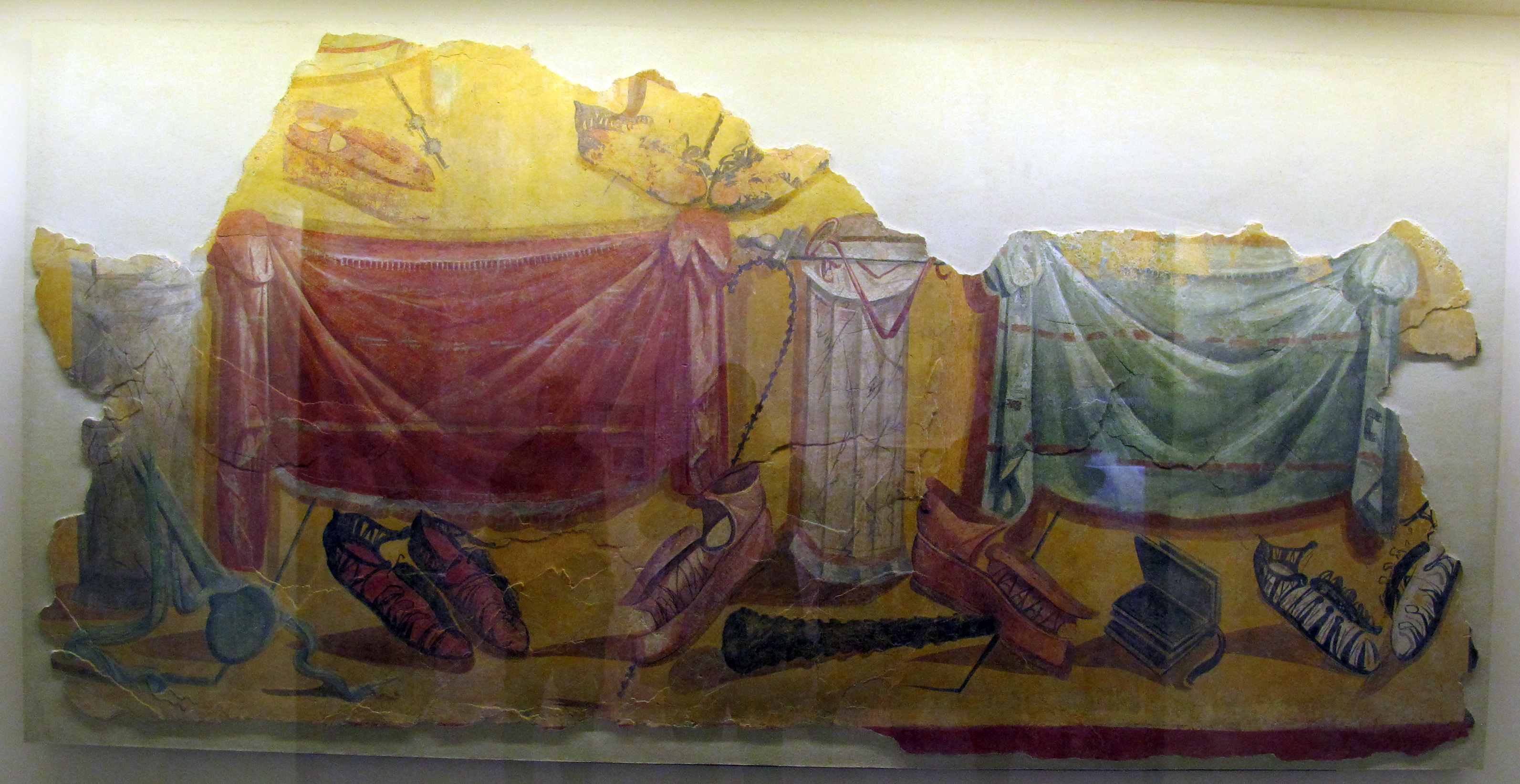
Afresco do teatro, século II d.C. (museu de Terme di Diocletian)

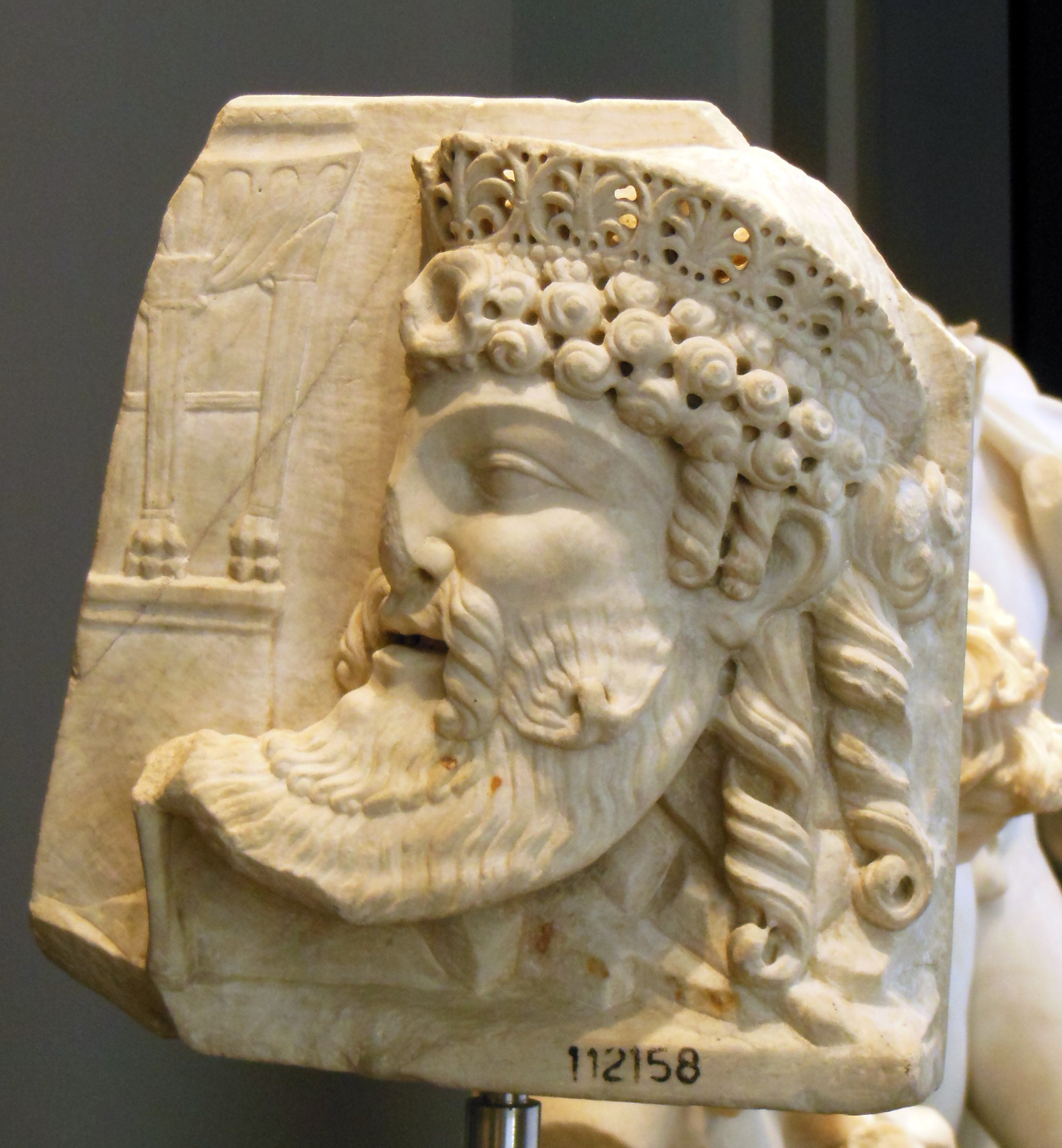
Relevo do teatro, século I. (museu Plazzo Massimo)

mapa do santuário K=templo S=Teatro T=banhos V=ninfeu R=pórtico B=parede do terraço superior

O Templo de Diana Aricina ou Templo de Diana Nemorense foi um antigo santuário romano erguido por volta de 300 a.C. e dedicado para a deusa Diana. O templo estava situado na margem norte do Lago Nemi, sob as falésias da moderna cidade de Nemi (em latim: nemus Aricinum). Foi um local de peregrinação na península italiana. O complexo do templo cobria uma área de 45,000 metros quadrados.
Evidências históricas sugerem que a adoração de Diana em Nemi floresceu pelo menos desde o século VI a.C. O templo foi abandonado em algum ponto no final do período do Império Romano. Se ainda estivesse em uso no século IV, teria sido fechado durante a perseguição aos pagãos no final do Império Romano. Porções de seus mármores e decorações foram removidas. A área do templo foi gradualmente coberta pela floresta e geralmente deixada intacta por séculos. Escavações arqueológicas amadoras no local começaram em 1600.

## História
A adoração a Diana em Nemi pode ter florescido pelo menos desde o século VI a.C.
O santuário era mantido pelas cidades latinas em comum (a Liga Latina) e presidido pelo Rex Nemorensis. Foi no território da cidade vizinha de Arícia que levou ao desenvolvimento da cidade como um centro influente e rico de cura e medicina.
O templo de Diana Nemorense foi precedido pelo bosque sagrado de Aricia no qual havia uma imagem de culto esculpida que sobreviveu até 43 a.C., quando foi refletida na moeda. O tipo itálico da imagem de culto triforme de Diana Nemorense foi mostrado em uma sequência de moedas posteriores do período republicano conectadas a uma gens de Arícia.
Um festival de três dias para Diana, o Nemoralia, era realizado anualmente nos idos de agosto desde pelo menos o século VI a.C., coincidindo com a data tradicional de fundação. Registros do século I a.C. descrevem adoradores viajando para o santuário carregando tochas e guirlandas. O festival de Diana acabou se tornando amplamente celebrado em toda a Itália, inclusive no Templo de Diana no Monte Aventino, em Roma.
O templo foi construído por volta de 300 a.C. e foi considerado por Vitrúvio como sendo arcaico e "etrusco" em sua forma. Ele continuou em uso até o final do período do Império Romano, quando foi abandonado com a imposição do cristianismo. Partes de seus mármores e decorações foram removidas e a área do templo foi gradualmente coberta por floresta e geralmente deixada intocada por séculos.
Escavações arqueológicas amadoras, muitas vezes estrangeiras, do local começaram na década de 1600. Como resultado, estátuas de esplêndido trabalho artesanal são agora encontradas espalhadas em muitos museus, como a Universidade da Pensilvânia, o Museu de Belas Artes (Boston) ou em museus europeus, como o Museu do Castelo de Nottingham e a Ny Carlsberg Glyptotek.
Várias estátuas diminutas de bronze de mulheres e homens vestidos, cada um segurando tigelas de libação e caixas de incenso, foram encontradas aqui, quatro das quais agora estão na coleção do Museu Britânico.
Diana a Curandeira
Este santuário era sagrado para um dos epítetos de Diana, conhecido como Diana, a Curandeira. O papel de Diana como curandeira surgiu com a mitologia de Hipólito e sua ressurreição. Essa mitologia, juntamente com uma similaridade nas práticas de cura, também é a razão pela qual Diana e Asclépio são tão intimamente relacionados. Durante a existência deste santuário e em todo o antigo Mediterrâneo, a cura religiosa era algo que muitas pessoas buscavam para curar quaisquer doenças que estivessem presentes com elas na época. Podemos dizer que este templo em particular estava relacionado à capacidade de cura de Diana devido aos restos de oferendas votivas anatômicas encontradas no local. Os votivos anatômicos (neste local e em outros do mundo antigo) eram feitos de terracota e/ou bronze. Elas foram apresentadas a Diana em seu templo. Esses tipos de votivas podem incluir moldagens de: pés, olhos, mãos e diferentes órgãos do corpo humano. Especificamente em Nemi, encontramos votivas dos olhos e uma moldagem dos órgãos no abdômen. Além dos votivos anatômicos, outra descoberta impressionante das escavações feitas no local são os votivos de instrumentos cirúrgicos. Isso nos traz de volta a Asclépio e Diana sendo venerados de forma semelhante, já que nos templos de Asclépio também vemos votivos de instrumentos cirúrgicos. O santuário de Diana em Nemi ficava em uma encruzilhada ao sul de Roma, então qualquer pessoa que chegasse ou saísse passaria pela Via Ápia e se depararia com este santuário. Com o santuário tendo a localização que tem, vemos muito “tráfego religioso” ao longo de sua história. Milhares de pessoas vêm para testemunhar e obter assistência de Diana. Este santuário de cura e seus seguidores eram um pouco diferentes de outras formas ao redor do Mediterrâneo. O culto de Diana era uma comunidade forte.

## Descrição
O complexo era extenso sob uma área de 45.000 metros quadrados do perímetro de 200 metros por 175, sustentado a justante por subestruturas triangulares e a montante por nichos semicirculares em quais provavelmente haviam as estátuas e um terraço superior. Ao interior da plataforma corriam dois pórticos da ordem dórica, um com colunas rebocadas em vermelho, outro com colunas de pedras cinzas escuras; eram estátuas, ambientes para sacerdotes, alojamento para os peregrinos, celas doarias, um templo, banhos hidroterápicos e até mesmo um teatro; de toda essa estrutura são visíveis uma parede de grandes nichos, uma parte do pronau com ao menos um altar votivo, e algumas lacunas.

## Escavações arqueológicas
As primeiras escavações datam da segunda metade do século XVII por obra do Marquês Mario e Pompeo Frangipani, senhores de Nemi. A informação relativa chegou até nós em uma carta enviada pelo erudito Giovanni Argoli, secretário do cardeal Lelio Biscia, a Giacomo Filippo Tomasini e inserida em seu De donariis ac tabellis votivis liber singularis, Pádua, 1654, p. 13 e segs.
As escavações que se seguiram, como a de Antonio Nibby, foram realizadas sobretudo por trabalho de amadores e estudiosos estrangeiros e, portanto, em sua maior parte, os achados, especialmente estátuas de esplêndidas obras, estão agora espalhadas em museus americanos como o Museu da Universidade da Pensilvânia, o Museu de Belas Artes (Boston) ou em museus europeus, como o museu do Castelo de Nottingham e a Gliptoteca Ny Carlsberg. Outras peças podem ser encontradas no Museo delle navi romane di Nemi e nos museus romanos de Villa Giulia e nas Termas de Diocleciano.

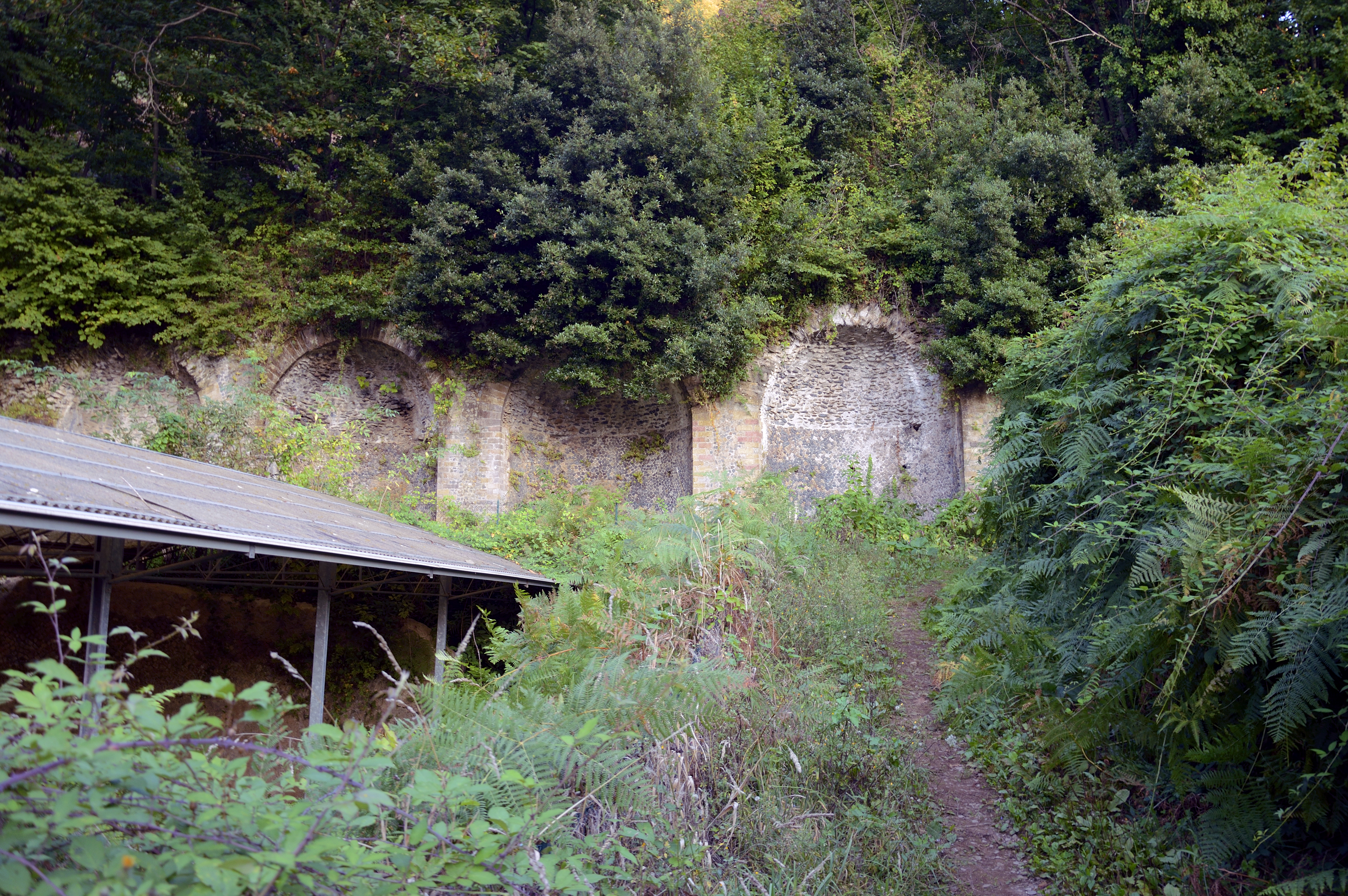
Os nichos
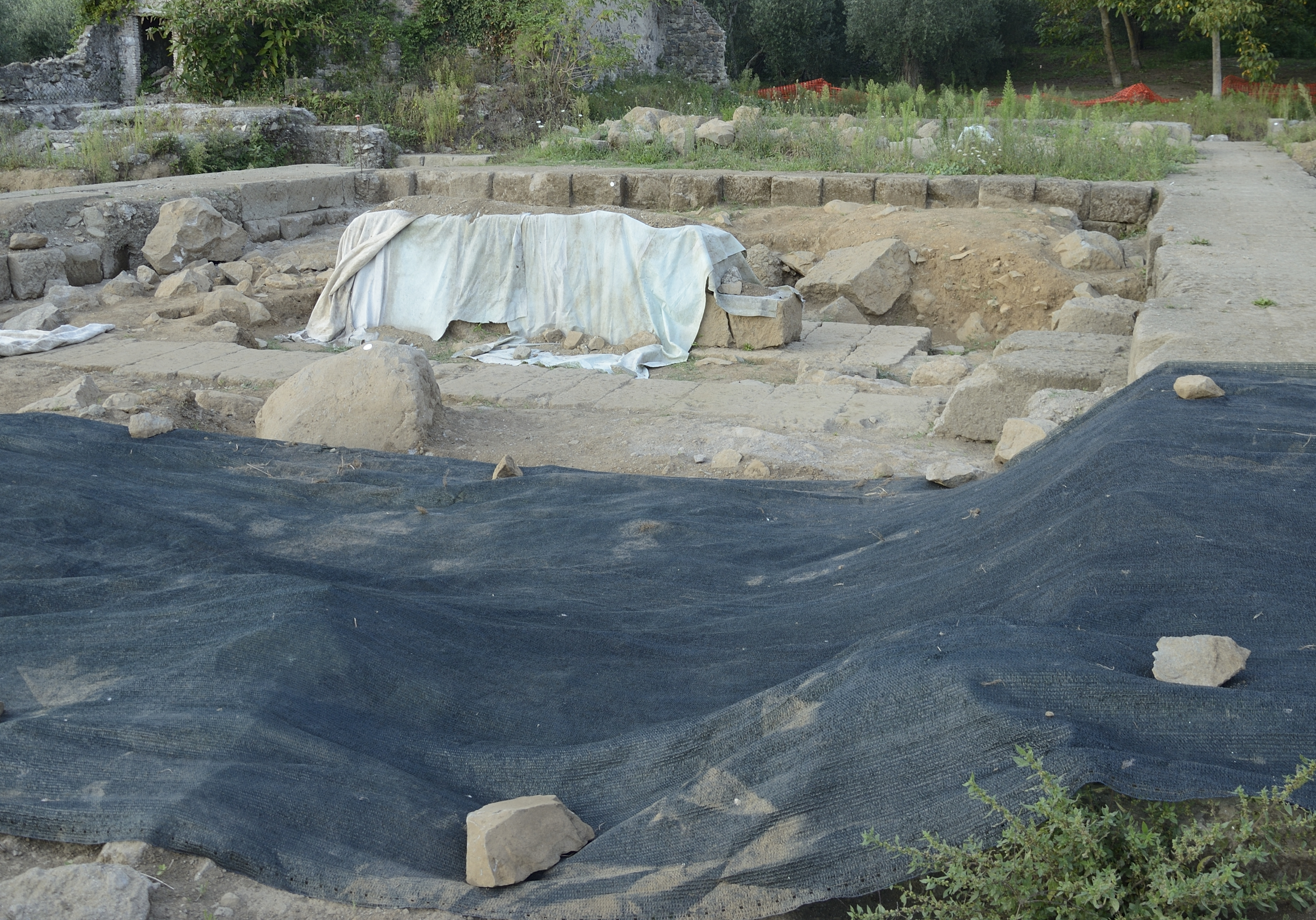
Restos do altar
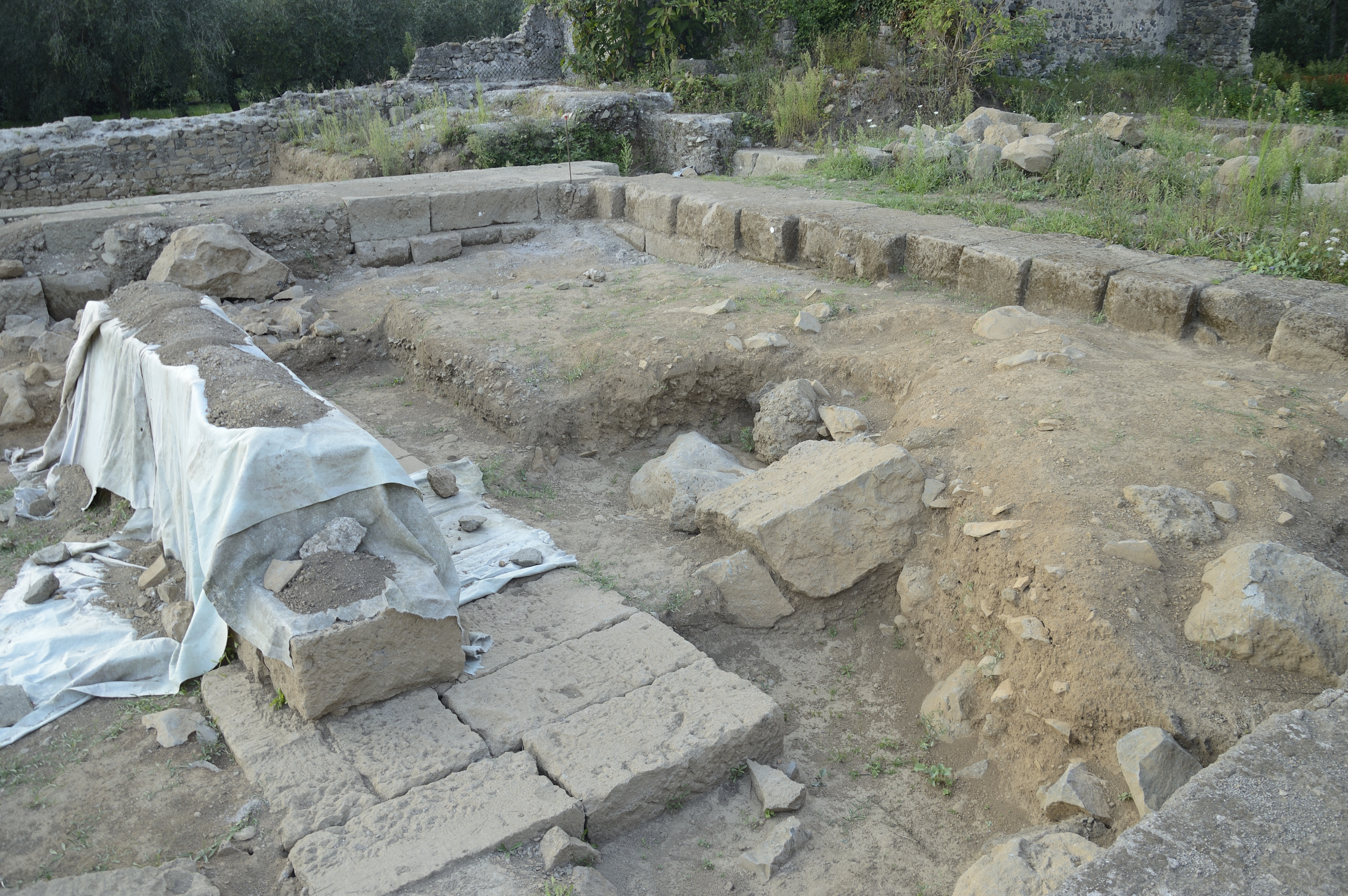
Ruínas
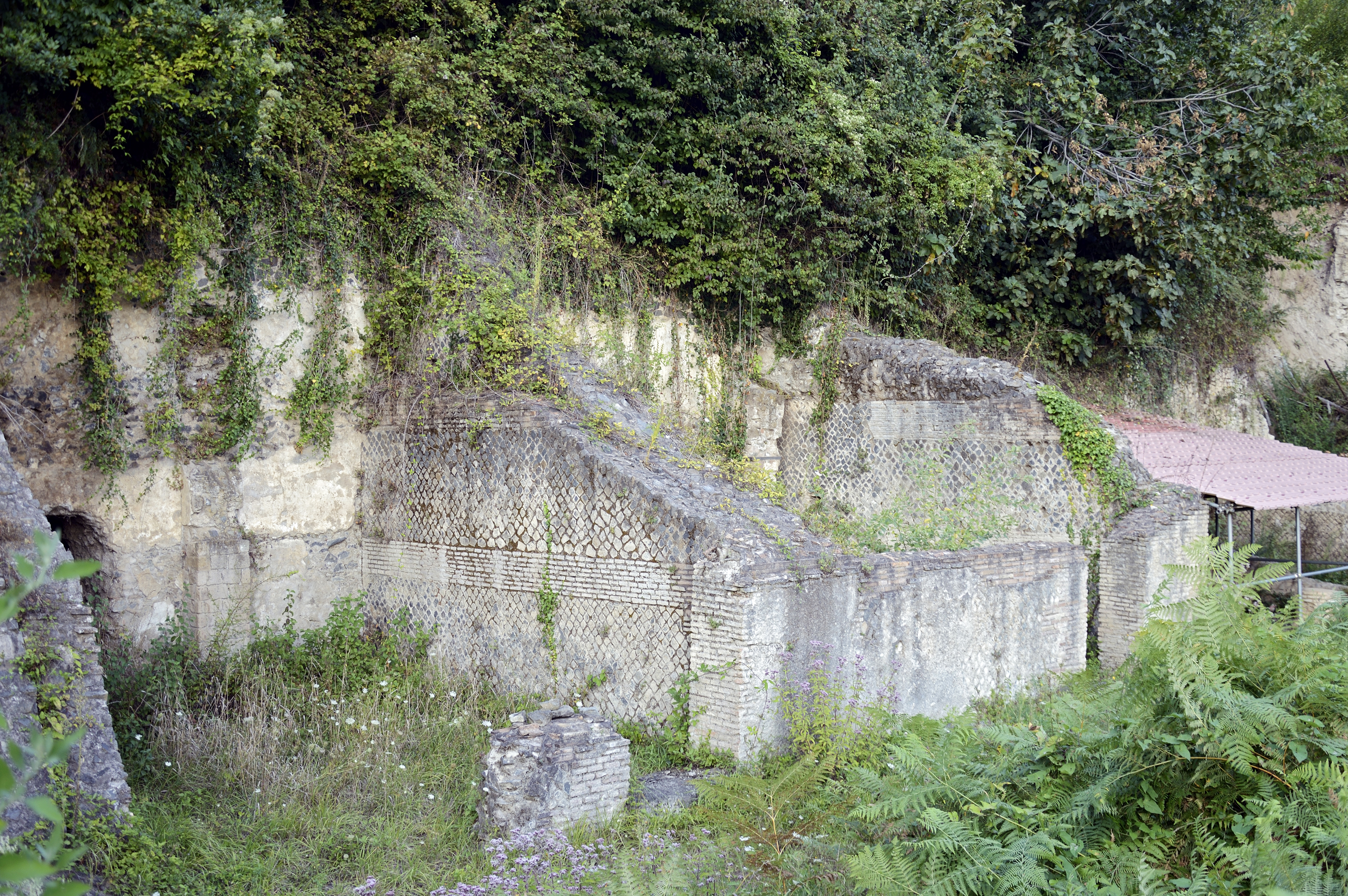
Restos do ambiente
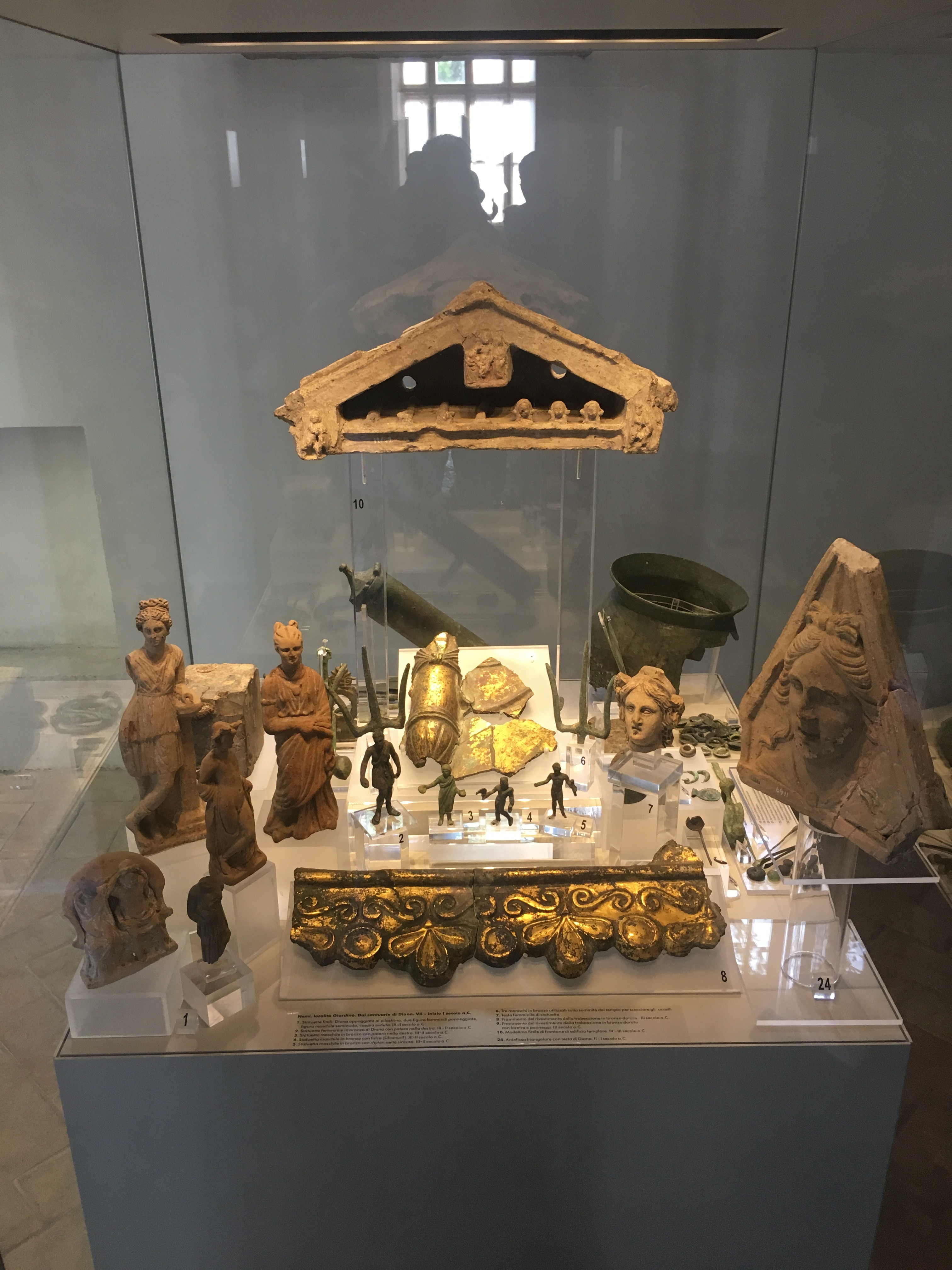
Objetos do século VII ao I a.C. do santuário de Diana em Nemi, Giardino, preservado em Villa Poniatowski, Roma, Roma